# Pimpla (djur)
Pimpla är ett släkte av steklar som beskrevs av Fabricius 1804. Släktet förekommer i hela världen och ingår i familjen brokparasitsteklar.  Steklarna i pimpla-släktet är överlag svarta med inslag av orange.

## Dottertaxa tillPimpla, i alfabetisk ordning[1][2]
- Pimpla acutula
- Pimpla aeola
- Pimpla aequalis
- Pimpla aethiops
- Pimpla albipalpis
- Pimpla alboannulata
- Pimpla albociliata
- Pimpla albomarginata
- Pimpla alishanensis
- Pimpla alnorum
- Pimpla amamiensis
- Pimpla amplifemura
- Pimpla annulipes
- Pimpla anomalensis
- Pimpla apollyon
- Pimpla appendigera
- Pimpla apricaria
- Pimpla aquensis
- Pimpla aquilonia
- Pimpla arayai
- Pimpla arcadica
- Pimpla arctica
- Pimpla arjuna
- Pimpla arnoldi
- Pimpla artemonis
- Pimpla asiatica
- Pimpla aurimicans
- Pimpla aviancae
- Pimpla azteca
- Pimpla bactriana
- Pimpla bicolor
- Pimpla bilineata
- Pimpla bistricta
- Pimpla bolivari
- Pimpla brithys
- Pimpla brumha
- Pimpla brunnea
- Pimpla burgeoni
- Pimpla burmensis
- Pimpla caerulea
- Pimpla caeruleata
- Pimpla calliphora
- Pimpla cameronii
- Pimpla canaliculata
- Pimpla carinifrons
- Pimpla carlosi
- Pimpla caucasica
- Pimpla conchyliata
- Pimpla contemplator
- Pimpla cossivora
- Pimpla crocata
- Pimpla croceipes
- Pimpla croceiventris
- Pimpla curiosa
- Pimpla curta
- Pimpla cyanator
- Pimpla cyanea
- Pimpla cyanipennis
- Pimpla cyclostigmata
- Pimpla daitojimana
- Pimpla decaryi
- Pimpla decessa
- Pimpla dimidiata
- Pimpla disparis
- Pimpla distincta
- Pimpla dohrnii
- Pimpla dorsata
- Pimpla dravida
- Pimpla elegantissima
- Pimpla ellopiae
- Pimpla eocenica
- Pimpla ereba
- Pimpla erythema
- Pimpla erythromera
- Pimpla exapta
- Pimpla experiens
- Pimpla exstirpator
- Pimpla fatua
- Pimpla femorella
- Pimpla flavicoxis
- Pimpla flavipalpis
- Pimpla flavipennis
- Pimpla fraudator
- Pimpla fuscipes
- Pimpla garuda
- Pimpla glandaria
- Pimpla golbachi
- Pimpla hesperus
- Pimpla himalayensis
- Pimpla hostifera
- Pimpla hova
- Pimpla hubendickae
- Pimpla hypochondriaca
- Pimpla ichneumoniformis
- Pimpla illecebrator
- Pimpla imitata
- Pimpla impuncta
- Pimpla indra
- Pimpla indura
- Pimpla inopinata
- Pimpla insignatoria
- Pimpla iothales
- Pimpla isidroi
- Pimpla jakulicai
- Pimpla javensis
- Pimpla karakurti
- Pimpla kaszabi
- Pimpla laevifrons
- Pimpla lamprotes
- Pimpla laothoe
- Pimpla lasallei
- Pimpla latistigma
- Pimpla lignicola
- Pimpla limitata
- Pimpla luctuosa
- Pimpla maculiscaposa
- Pimpla madecassa
- Pimpla mahalensis
- Pimpla marginella
- Pimpla maura
- Pimpla melanacrias
- Pimpla meridionalis
- Pimpla mitchelli
- Pimpla morticina
- Pimpla murinanae
- Pimpla nigricolor
- Pimpla nigroaenea
- Pimpla nigrohirsuta
- Pimpla nipponica
- Pimpla nuda
- Pimpla oehlkei
- Pimpla orbitalis
- Pimpla oropha
- Pimpla pamirica
- Pimpla parva
- Pimpla pedalis
- Pimpla pepsoides
- Pimpla perssoni
- Pimpla picea
- Pimpla platysma
- Pimpla pluto
- Pimpla polychroma
- Pimpla praesecta
- Pimpla processioneae
- Pimpla punicipes
- Pimpla pyramis
- Pimpla ramirezi
- Pimpla rasilis
- Pimpla rediviva
- Pimpla renevieri
- Pimpla revelata
- Pimpla rojasi
- Pimpla romeroi
- Pimpla rubripes
- Pimpla rufipes
- Pimpla rufonigra
- Pimpla russula
- Pimpla sanguinipes
- Pimpla saussurei
- Pimpla sedula
- Pimpla segnestami
- Pimpla semirufa
- Pimpla semitibialis
- Pimpla senecta
- Pimpla senilis
- Pimpla seyrigi
- Pimpla shiva
- Pimpla silvicola
- Pimpla sodalis
- Pimpla sondrae
- Pimpla sordidella
- Pimpla sparsa
- Pimpla spectabilis
- Pimpla speculifera
- Pimpla spilopteris
- Pimpla spuria
- Pimpla stangei
- Pimpla stigmatica
- Pimpla stricklandi
- Pimpla strigipleuris
- Pimpla succini
- Pimpla sumichrasti
- Pimpla tafiae
- Pimpla taihokensis
- Pimpla taprobanae
- Pimpla tarapacae
- Pimpla tenuicornis
- Pimpla thoracica
- Pimpla tomyris
- Pimpla trichroa
- Pimpla tuberculata
- Pimpla turionellae
- Pimpla vangeli
- Pimpla varians
- Pimpla varipes
- Pimpla waterloti
- Pimpla vayonae
- Pimpla wilchristi
- Pimpla viridescens
- Pimpla vumbana
- Pimpla yungarum